# Vikhren (pic)
Pour les articles homonymes, voir Vikhren.
Le pic Vikhren (en bulgare : Вихрен) est le sommet le plus élevé de la chaîne montagneuse du Pirin, dans le Sud-Ouest de la Bulgarie, et le troisième sommet le plus élevé de la péninsule balkanique après le Musala et le mont Olympe.
Le nom est souvent aussi translittéré en « Vihren », selon la translittération scientifique internationale (qui est également celle de l'ONU).
Le nom turc ottoman du pic est « El Tepe », ce qui signifie littéralement « sommet d'El », « tepe » signifiant « pic » en turc ottoman.

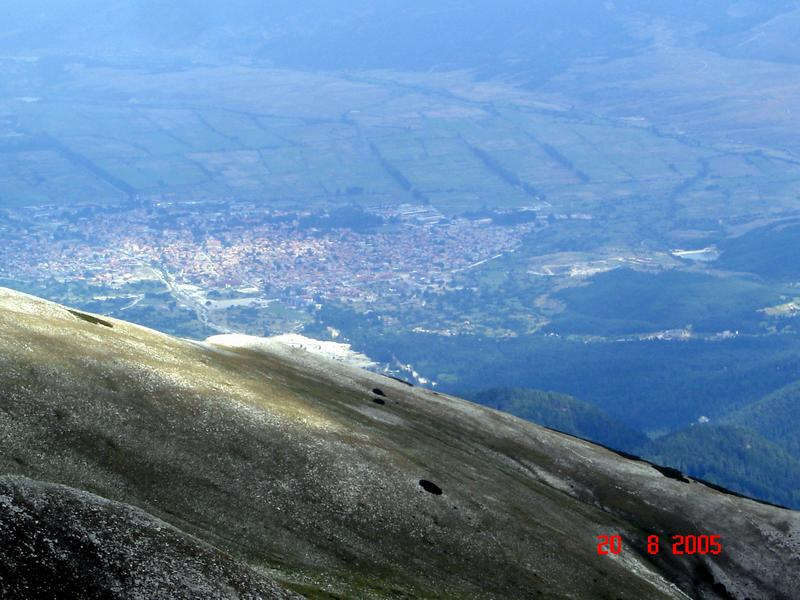
Vue vers la ville de Bansko.
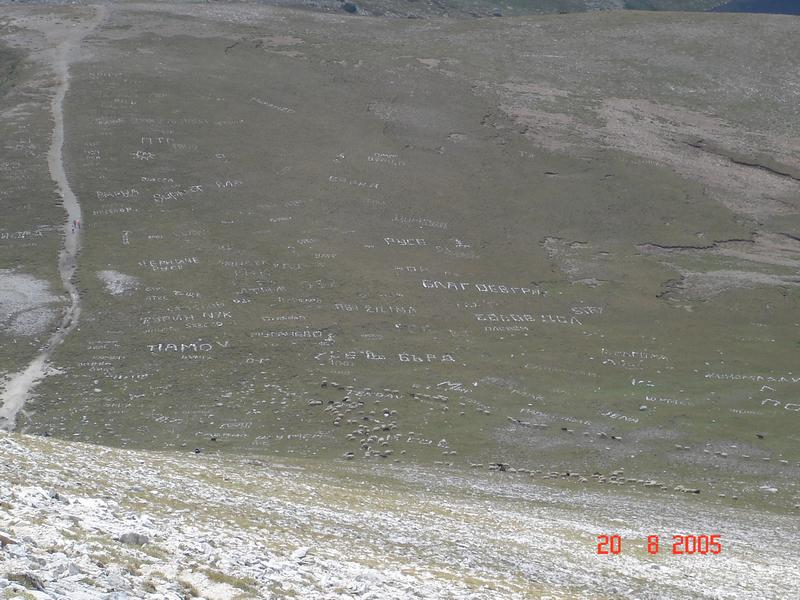
Inscriptions en pierres près du sommet, au lieu-dit La Kaba.